# Oldenlandia angolensis
Oldenlandia angolensis är en måreväxtart som beskrevs av Karl Moritz Schumann. Oldenlandia angolensis ingår i släktet Oldenlandia och familjen måreväxter. Inga underarter finns listade i Catalogue of Life.